# Petubastis II.
Petubastis II., auch Padibastet II., regierte gemäß Aidan Dodson und Dyan Hilton zumindest in den Jahren um etwa 743 bis 733 v. Chr. (dritte Zwischenzeit) als Herrscher von Tanis. Jürgen von Beckerath verortet diesen Petubastis II. in die Regierungszeit des Pije, dem zweiten König der 25. Dynastie, und schlägt eine Regierungszeit von etwa 736 bis 731 v. Chr. vor. Die genaue Regierungslänge von Petubastis II. ist nicht gesichert.
Möglicherweise war Petubastis II. der Sohn des Auput II. und Gaufürst in Athribis, da in der Fürstenliste von Pije neben Osorkon IV. und Bakennefi II. ein Padiaset als „Fürst von Athribis“ genannt wird. Jürgen von Beckerath verweist auf die Gepflogenheit, dass die unterägyptischen Fürsten statt der oberägyptischen Namensform Sohn der Isis (sa-aset) den Zusatz Sohn der Bastet (sa-Bastet) trugen.
In der demotischen Erzählung Der Kampf um den Panzer des Inaros wird von Inaros I. berichtet, der als ernannter Gaufürst von Athribis genealogisch „der Sohn des Bakennefi III. und Enkel des Petubastis“ war.